# Platymantis akarithyma
Platymantis akarithyma là một loài ếch trong họ Ranidae. Chúng là loài đặc hữu của Papua New Guinea.
Môi trường sống tự nhiên của nó là các khu rừng đất thấp ẩm nhiệt đới và cận nhiệt đới. Loài này đang bị đe dọa do mất môi trường sống.